# Xavier Naidoo
 (octobre 2023).
Si vous disposez d'ouvrages ou d'articles de référence ou si vous connaissez des sites web de qualité traitant du thème abordé ici, merci de compléter l'article en donnant les références utiles à sa vérifiabilité et en les liant à la section « Notes et références ».
Xavier Kurt Naidoo [ˌzɛɪvɪɐ kʰʊɐ̯t naɪˈduː], dit Xavier Naidoo, né le 2 octobre 1971 à Mannheim, est un chanteur allemand de soul et depuis quelques années, de musique pop. Il est membre du groupe Söhne Mannheims (« Fils de Mannheim »), qu'il a fondé en 1995 avec le chanteur pop-rock Claus Eisenmann.

## Carrière
Naidoo, dont le prénom, Xavier, est très courant en Afrique du Sud, est de mère sud-africaine et de père allemand et indien. 
Il commence sa carrière dans sa jeunesse en chantant dans les chœurs de son école. Sa voix le fait rapidement remarquer et il entre dans des groupes de gospel avec lesquels il voyage jusqu'aux États-Unis. Ensuite, il commence une carrière de mannequin, puis retourne aux États-Unis où il sort, sous le nom de Kobra un album éponyme. Il joue dans de nombreuses comédies musicales.
En 1997, en chantant en background dans un groupe du producteur Moses Pelham, il est découvert par le label 3p et enregistre la même année le single Freisein avec la rappeuse allemande Sabrina Setlur.
Il réalise son plus grand succès avec le single Ich kenne nichts, en duo avec le leader du Wu-Tang Clan : RZA. Ce single se positionne à la 1re place des classements musicaux en Allemagne, en Autriche et en Suisse et à la 4e place des ventes en Europe. Il participe aussi à de nombreux projets musicaux, notamment à l'album d'André Heller, Ruf und Echo, qui voit le jour à l'initiative de Chris Gelbmann, et où il figure parmi des musiciens de renommée mondiale: Brian Eno, The Walkabouts, Hans Platzgumer, Thomas D. et de nombreux autres.
Xavier Naidoo chante également la version allemande de Elle ne me voit pas du film Astérix et Obélix contre César (1999, en allemand, Sie sieht mich nicht) composée par Jean-Jacques Goldman.
Xavier Naidoo est catholique pratiquant. Beaucoup de ses chansons contiennent un message chrétien. On[Qui ?] lui reproche même d'être fondamentaliste en raison de certaines paroles de ses chansons, qui ont pour objectif d'alerter les auditeurs sur le thème du Jugement Dernier.
Il fait partie du jury de l'émission musicale The Voice of Germany lors des saisons 1 et 2, aux côtés du chanteur irlandais Rea Garvey, de la chanteuse allemande Nena et du chanteur allemand Boss Burns.
Il fait partie du jury de l'émission musicale Deutschland sucht den SuperStar lors des saisons 16 et 17, aux côtés du musicien allemand Dieter Bohlen, du chanteur allemand Pietro Lombardi et de la danseuse roumano-allemande Oana Nechiti.

## Controverses
Xavier Naidoo est critiqué régulièrement sur les réseaux sociaux pour ses prises de position, considérées comme racistes et homophobes. En raison de ces polémiques, il est finalement interdit de participation au Concours Eurovision de la chanson 2016. Le Süddeutsche Zeitung qualifie initialement sa participation de mauvaise blague (« schlechter Scherz »), tandis que Die Welt le qualifie de « prophète de la pensée de droite » (« Der Prophet des rechten Glaubens »). Effectivement, toujours selon Die Welt, Naidoo demande à l'Allemagne de se libérer des États-Unis et de retrouver ses frontières de 1937. Il qualifie les États-Unis d'« enfer » (« Hölle »), l'Allemagne de paradis (« Himmel ») et se considère comme le messie de Mannheim. Dans une interview du 24 octobre 2011 au ARD Morgenmagazin, il estime que l'Allemagne est toujours un pays occupé par les forces alliées.
Toujours dans l'article du Welt du 12 octobre 2014, le Jour de l'Unité allemande, jour de la fête nationale allemande, il se serait adressé à Berlin aux Reichsbürger, référence au mouvement des citoyens du Reich, ou aux citoyens du Reich allemand (empire allemand), terme qui n'est plus utilisé depuis la défaite allemande en 1945 et la création de la république fédérale d'Allemagne. Ce discours est partagé avec un membre important du Parti national-démocrate d'Allemagne, parti connu pour ses idées néonazies. 
Concernant l'homophobie, on lui reproche notamment d'avoir ajouté un titre bonus sur son album Gespaltene Persönlichkeit intitulé Warum liebst du keine Möse, obwohl doch jeder Mensch aus einer ist (litt. « Pourquoi n'aimes-tu pas la chatte, alors que tout le monde en sort »). Ce titre lui vaut une plainte pour incitation à la haine.
En septembre 2020, il est cité par Mediapart parmi les relais en Allemagne de diverses théories du complot autour du coronavirus, notamment celles initiées par Donald Trump et le mouvement QAnon,. Il alimenterait également la théorie du complot selon laquelle des enfants seraient enlevés par des réseaux pédophiles pour produire de l'adrénochrome, afin de fournir un élixir de jouvence à des personnes haut placées — théorie invalidée à de nombreuses reprises. Cependant, le 21 avril 2022, dans le contexte de l'invasion de l'Ukraine, il s'excuse publiquement, dans une vidéo diffusée sur internet et les réseaux sociaux, d'avoir relayé ces théories et se désolidarise nettement des positions radicales et antisémites, regrettant et s'excusant pour diverses prises de position par le passé, déclarant que la guerre engagée par la Russie contre l'Ukraine lui avait ouvert les yeux, sa femme étant d'origine ukrainienne et ayant dû accueillir des réfugiés de sa famille, ce qui l'avait amené à remettre en question ses anciennes sources d'information[réf. nécessaire].  

## Animation
- 2011-2012 : The Voice of Germany(1re et 2e saison) : juge et coach
- 2019-2020 : Deutschland sucht den SuperStar (16e et 17e saison) : juge

## Discographie

### Albums studio
| Année | Titre                               | Classement  | Classement | Classement  | Remarques                                      |
| Année | Titre                               | DE          | AT         | CH          | Remarques                                      |
| ----- | ----------------------------------- | ----------- | ---------- | ----------- | ---------------------------------------------- |
| 1994  | Seeing Is Believing                 | —           | —          | —           | Parution : 7 septembre 1994 VÖ: nur in den USA |
| 1998  | Nicht von dieser Welt               | 1 (103 Wo.) | 5 (37 Wo.) | 12 (60 Wo.) | Parution : 30 mai 1998 Ventes : + 1 070 000    |
| 2002  | Zwischenspiel – Alles für den Herrn | 1 (86 Wo.)  | 1 (92 Wo.) | 3 (56 Wo.)  | Parution : 25 mars 2002 Ventes : + 700 000     |
| 2005  | Telegramm für X                     | 1 (77 Wo.)  | 1 (60 Wo.) | 1 (63 Wo.)  | Parution : 2 novembre 2005 Ventes : + 860 000  |
| 2009  | Alles kann besser werden            | 1 (57 Wo.)  | 3 (29 Wo.) | 2 (41 Wo.)  | Parution : 9 octobre 2009 Ventes : + 215 000   |

### Albums live
| Année                 | Titre                                      | Classement | Classement  | Classement  | Remarques                                                               |
| Année                 | Titre                                      | DE         | AT          | CH          | Remarques                                                               |
| --------------------- | ------------------------------------------ | ---------- | ----------- | ----------- | ----------------------------------------------------------------------- |
| 1999                  | Live                                       | 9 (13 Wo.) | 18 (6 Wo.)  | 33 (4 Wo.)  | Parution : 1er novembre 1999 Ventes : + 150 000                         |
| 2003                  | …Alles Gute vor uns…                       | 8 (21 Wo.) | 2 (26 Wo.)  | 11 (19 Wo.) | Parution : 2 juin 2003 Ventes : + 180 000                               |
| 2008                  | Wettsingen in Schwetzingen – MTV Unplugged | 1 (51 Wo.) | 2 (21 Wo.)  | 1 (21 Wo.)  | Parution : 19 septembre 2008 Ventes : + 250 000; (mit Söhnen Mannheims) |
| 2010                  | Alles kann besser werden - Live            | *          | 15 (10 Wo.) | *           | Parution : 12 novembre 2010 * siehe „Alles kann besser werden“          |
|                       | Albums no 1                                | 5          | 2           | 2           |                                                                         |
| Albums dans le Top 10 | 7                                          | 6          | 4           |             |                                                                         |
| Albums classés        | 7                                          | 8          | 7           |             |                                                                         |

### Singles
| Année          | Titre                                                                          | Position dans les charts | Position dans les charts | Position dans les charts | Position dans les charts | Remarque                                      |
| Année          | Titre                                                                          | DE                       | AT                       | CH                       | EU                       | Remarque                                      |
| -------------- | ------------------------------------------------------------------------------ | ------------------------ | ------------------------ | ------------------------ | ------------------------ | --------------------------------------------- |
| 1997           | Freisein Die neue S-Klasse                                                     | 23                       | -                        | -                        | -                        | (Sabrina Setlur mit Xavier Naidoo)            |
| 1998           | 20.000 Meilen Nichts von dieser Welt                                           | 32                       | -                        | -                        | -                        | –                                             |
| 1998           | Sag es laut Nichts von dieser Welt                                             | 22                       | -                        | -                        | -                        | –                                             |
| 1998           | Nicht von dieser Welt Nichts von dieser Welt                                   | 19                       | -                        | -                        | -                        | –                                             |
| 1998           | Führ mich ans Licht Nichts von dieser Welt                                     | 27                       | 35                       | 40                       | -                        | –                                             |
| 1999           | Sie sieht mich nicht Nichts von dieser Welt                                    | 2                        | 11                       | 5                        | -                        | –                                             |
| 1999           | Skillz Still ill                                                               | 75                       | -                        | -                        | -                        | (Illmat!c feat. Xavier Naidoo & Moses Pelham) |
| 1999           | Eigentlich gut Nichts von dieser Welt                                          | 32                       | -                        | -                        | -                        | –                                             |
| 2000           | Seine Straßen Nichts von dieser Welt                                           | 15                       | 40                       | 37                       | -                        | –                                             |
| 2001           | Gib mir Musik Jetz komm ich                                                    | 44                       | -                        | -                        | -                        | (Edo Zanki, Xavier Naidoo, Sasha (de)…)       |
| 2001           | Way To Mars By Your Side                                                       | 30                       | -                        | -                        | -                        | (Somersault & Xavier Naidoo)                  |
| 2001           | Lied (du, nur du) –                                                            | 54                       | -                        | -                        | -                        | (Ben Becker & Xavier Naidoo)                  |
| 2001           | Adriano (Letzte Warnung) Am I My Brother’s Keeper?                             | 5                        | -                        | -                        | -                        | (Brothers Keepers (Xavier Naidoo & Friends))  |
| 2001           | Über sieben Brücken musst du gehen Zeit der Grossen Gefühle                    | 40                       | -                        | -                        | -                        | (Erkan Aki & Xavier Naidoo)                   |
| 2001           | Alles Anatomi (OST)                                                            | 16                       | -                        | 86                       | -                        | (Sabrina Setlur feat. 'Xavier Naidoo)'        |
| 2001           | Jeanny Dream No. 7                                                             | 18                       | 31                       | 86                       | -                        | (Reamonn feat. Xavier Naidoo)                 |
| 2002           | Bevor du gehst Zwischenspiel - Alles für den Herrn                             | 5                        | 14                       | 29                       | 22                       | –                                             |
| 2002           | Wenn ich schon Kinder hätte Zwischenspiel - Alles für den Herrn                | 47                       | 49                       | -                        | -                        | (Xavier Naidoo mit Curse)                     |
| 2002           | Wo willst du hin? Zwischenspiel - Alles für den Herrn                          | 3                        | 13                       | 11                       | -                        | –                                             |
| Année          | Titre                                                                          | DE                       | AT                       | CH                       | EU                       | Remarque                                      |
| 2003           | Abschied nehmen Zwischenspiel - Alles für den Herrn                            | 5                        | 6                        | 43                       | 24                       | –                                             |
| 2003           | Tu Me Manques Billy Bear                                                       | --                       | --                       | 20                       | -                        | (Stress feat. Xavier Naidoo)                  |
| 2003           | Ich kenne nichts (das so schön ist wie du) Zwischenspiel - Alles für den Herrn | 1 (1)                    | 2                        | 3                        | 4                        | (RZA feat. Xavier Naidoo)                     |
| 2004           | Du bist nicht allein Zeichen der Zeit                                          | 8                        | -                        | -                        | 41                       | (mit Zeichen der Zeit)                        |
| 2004           | Ein weiterer Morgen Zeichen der Zeit                                           | 33                       | -                        | -                        | -                        | (mit Zeichen der Zeit)                        |
| 2004           | Tage & Stunden B-Ständig                                                       | 24                       | 49                       | 71                       | -                        | (Bintia & Xavier Naidoo)                      |
| 2005           | Dieser Weg Telegramm für X                                                     | 2                        | 2                        | 3                        | 12                       | –                                             |
| 2005           | Bereit Am I My Brother’s Keeper?                                               | 39                       | -                        | -                        | -                        | (Brothers Keepers (Xavier Naidoo & Friends))  |
| 2005           | Will We Ever Know Am I My Brother’s Keeper?                                    | 83                       | -                        | -                        | -                        | (Brothers Keepers (Xavier Naidoo & Friends))  |
| 2006           | Bist du am Leben interessiert Telegramm für X                                  | 27                       | 32                       | 24                       | 160                      | (Xavier Naidoo mit Tone)                      |
| 2006           | Zeilen aus Gold Telegramm für X                                                | 32                       | 49                       | 66                       | -                        | –                                             |
| 2006           | Danke Telegramm für X                                                          | 1 (5)                    | 34                       | 100                      | 8                        | –                                             |
| 2006           | With You –                                                                     | 68                       | 74                       | -                        | -                        | (Majestic 12 feat. Xavier Naidoo)             |
| 2006           | Was wir alleine nicht schaffen Telegramm für X                                 | 2                        | 7                        | 29                       | 13                       | –                                             |
| 2008           | Sehnsucht                                                                      |                          |                          |                          |                          | (Schiller feat. Xavier Naidoo)                |
|                | Top 10 Singles                                                                 | 10                       | 4                        | 3                        | 2                        | Verkäufe gesamt: +                            |
| Top 20 Singles | 14                                                                             | 6                        | 4                        | 4                        |                          | Verkäufe gesamt: +                            |
| Année          | Titre                                                                          | DE                       | AT                       | CH                       | EU                       | Remarque                                      |